# A Message to Your Heart
 (août 2025).
Si vous disposez d'ouvrages ou d'articles de référence ou si vous connaissez des sites web de qualité traitant du thème abordé ici, merci de compléter l'article en donnant les références utiles à sa vérifiabilité et en les liant à la section « Notes et références ».
Chansons représentant le Royaume-Uni au Concours Eurovision de la chanson
Give a Little Love Back to the World
(1990) One Step Out of Time
(1992)
A Message to Your Heart est la chanson représentant le Royaume-Uni au Concours Eurovision de la chanson 1991. Elle est interprétée par Samantha Janus.

## Histoire
La chanson est l'œuvre de Paul Curtis, auteur-compositeur de Give a Little Love Back to the World, la chanson de l'année précédente.
Samantha Janus obtient le droit de se produire à Rome en remportant la finale nationale du Royaume-Uni, A Song for Europe, où elle est la troisième chanteuse présentée. Comme au cours des trois dernières années, le gagnant est choisi par un télévote national. Samantha Janus gagne devant Brendan Faye avec 13 000 voix d'avance.
La chanson britannique est la vingtième de la soirée, suivant Bailar pegados interprétée par Sergio Dalma pour l'Espagne et précédant SOS interprétée par Elena Patroklou pour Chypre. 
Samantha Janus se présente vêtue d'une minirobe rose, accompagnée de trois femmes (Zoe Picot, Lucy Moorby et Nikki Belsher) en minirobes blanches. Janus est aussi rejoint par deux autres chanteurs "fantômes", masqués (Kit Rolfe, membre de Belle and the Devotions, représentant britannique en 1984, et Hazell Dean).
À la fin des votes, A Message to Your Heart obtient 47 points et prend la dixième place.
À sa sortie, la chanson se place à la 30e place des ventes de singles.
Par la suite, Samantha Janus arrête sa carrière musicale et devient actrice.

## Source de la traduction
- (en) Cet article est partiellement ou en totalité issu de l’article de Wikipédia en anglais intitulé « A Message to Your Heart » (voir la liste des auteurs).